# Бромид рутения(III)
Бромид рутения(III) — неорганическое соединение, соль металла рутения и бромистоводородной кислоты с формулой RuBr3, 
чёрные кристаллы,
растворяется в холодной воде.

## Получение
- Реакция брома и рутения:

{\displaystyle {\mathsf {2Ru+3Br_{2}\ {\xrightarrow {T}}\ 2RuBr_{3}}}}
- Обработка гидроксида рутения(III) бромистоводородной кислотой:

{\displaystyle {\mathsf {Ru(OH)_{3}+3HBr\ {\xrightarrow {}}\ RuBr_{3}+3H_{2}O}}}

## Физические свойства
Бромид рутения(III) образует чёрные кристаллы.
Растворяется в холодной воде.

## Химические свойства
- Разлагается при нагревании:

{\displaystyle {\mathsf {2RuBr_{3}\ {\xrightarrow {600^{o}C}}\ 2Ru+3Br_{2}}}}